# Championnat de France féminin de rink hockey 2012-2013
Navigation
Nationale 1 2011-2012 Nationale 1 2013-2014
L'édition du 2012-2013 du championnat de France de rink hockey féminin est la 18e édition de cette compétition. L'US Coutras en est le double tenant en titre.
Cette édition a été remportée par le US Coutras qui parvient à conserver son titre et obtient ainsi son 5e titre.

## Clubs engagés pour la saison 2012-2013
| \| Coutras Noisy-le-Grand Ploufragan Saint-Brieuc ASTA Nantes Nantes M US Villejuif \| Localisation des clubs engagés dans le championnat. |
| Coutras Noisy-le-Grand Ploufragan Saint-Brieuc ASTA Nantes Nantes M US Villejuif                                                           |

| Club              | Classement 2012-2013 | Entraîneur(s) | Salle(s)                    |
| ----------------- | -------------------- | ------------- | --------------------------- |
| US Coutras        | 1                    |               | Patinoire Milou Ducourtioux |
| CS Noisy le Grand | 2                    |               | Gymnase des Yvris           |
| RAC Saint-Brieuc  | 3                    |               | Salle André Pelé            |
| ASTA Nantes       | 4                    |               | Salle du Croissant          |
| SPRS Ploufragan   | 5                    |               | Salle Glenan                |
| Nantes Métropole  | 6                    |               |                             |
| US Villejuif      | -                    |               | Gymnase Paul Langevin       |

## Saison régulière

### Tableau synthétique des résultats
| Résultats (dom.\ext.)                                      | AST | CSN | NTS | RAC | PLO | USC | USV |
| ASTA Nantes                                                |     | -   | -   | -   | -   | -   | -   |
| CS Noisy le Grand                                          | -   |     | -   | -   | -   | -   | -   |
| Nantes Métropole                                           | -   | -   |     | -   | -   | -   | -   |
| RAC Saint-Brieuc                                           | -   | -   | -   |     | -   | -   | -   |
| SPRS Ploufragan                                            | -   | -   | -   | -   |     | -   | -   |
| US Coutras                                                 | -   | -   | -   | -   | -   |     | -   |
| US Villejuif                                               | -   | -   | -   | -   | -   | -   |     |
| - Victoire à domicile - Match nul - Victoire à l'extérieur |     |     |     |     |     |     |     |

Résultat N1 Féminine

### Classement de la saison régulière
| Rang | Équipe             | Pts | J  | G  | N | P  | Bp  | Bc  | Diff |
| ---- | ------------------ | --- | -- | -- | - | -- | --- | --- | ---- |
| 1    | US Coutras (T)     | 36  | 12 | 12 | 0 | 0  | 112 | 10  | +102 |
| 2    | CS Noisy le Grand  | 30  | 12 | 10 | 0 | 2  | 95  | 21  | +74  |
| 3    | RAC Saint-Brieuc   | 16  | 12 | 5  | 1 | 6  | 27  | 42  | -15  |
| 4    | ASTA Nantes        | 16  | 12 | 5  | 1 | 6  | 26  | 57  | -31  |
| 5    | SPRS Ploufragan    | 15  | 12 | 4  | 3 | 5  | 26  | 50  | -24  |
| 6    | Nantes Métropole   | 10  | 12 | 3  | 1 | 8  | 42  | 72  | -30  |
| 7    | ROC Vaulx-en-Velin | 0   | 12 | 0  | 0 | 12 | 36  | 112 | -76  |

|     | Champion        |
| (T) | Tenant du titre |